# Dammarie-sur-Loing
Dammarie-sur-Loing település Franciaországban, Loiret megyében. Lakosainak száma 460 fő (2022. január 1.). Dammarie-sur-Loing Châtillon-Coligny, Adon, Aillant-sur-Milleron, Feins-en-Gâtinais, Rogny-les-Sept-Écluses és Sainte-Geneviève-des-Bois községekkel határos.

## Népesség
A település népességének változása:
| Lakosok száma | 463  | 375  | 380  | 505  | 510  | 503  | 489  | 475  | 472  | 460  |
|               | 1968 | 1982 | 1990 | 2006 | 2013 | 2015 | 2017 | 2019 | 2020 | 2022 |